# Peter Rentzel (Jurist)
Peter Rentzel (* 1610 in Hamburg; † 8. Novemberjul. / 18. November 1662greg. ebenda) war ein deutscher Jurist und Hamburger Ratsherr.

## Herkunft und Familie
Rentzel war ein Sohn des Hamburger Oberalten und Ratsherrn Hermann Rentzel (1576–1657) und ein Enkel des Ratsherrn Peter Rentzel († 1618). Sein Bruder Hermann Rentzel (1612–1683) war ebenfalls Oberalter und seine Schwester Anna Rentzel war mit dem Ratsherrn Lucas von Spreckelsen (1602–1659) verheiratet.
Am 20. Juni 1647 heiratete er Anna Maria Twestreng († 1678), Tochter des Oberalten und Ratsherrn Joachim Twestreng (1587–1647). Die Ehe blieb kinderlos.

## Leben und Wirken

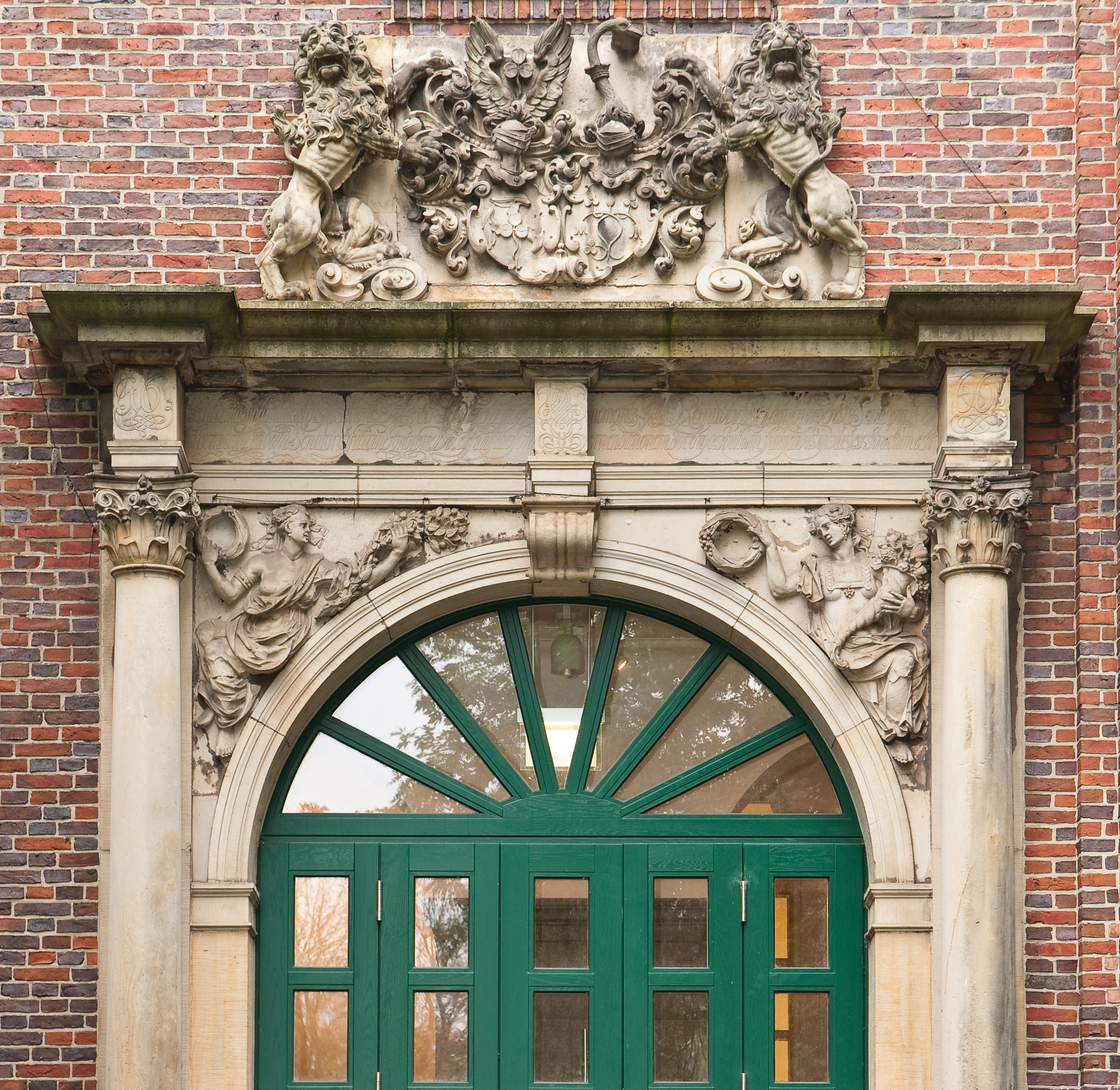
Portal des Spinnhauses mit den Wappen Rentzel und Twestreng

Nach seiner Schulbildung studierte Rentzel Jurisprudenz an der Universität Rostock und der Universität Leiden. Dort hielt er 1634 unter dem Vorstand des Professors Nicolaas Dedel eine Disputation. Danach wechselte er an die Universität Basel und schloss dort sein Studium am 27. November 1640 als Lizenziat beider Rechte ab.
In Hamburg ließ sich Rentzel als Advokat nieder und wurde am 22. Februar 1658, am Tag der Petri Stuhlfeier, zum Ratsherrn gewählt. Als solcher übernahm er 1660 die Prätur und 1662 die Verwaltung der Hamburger Bank.
Ein Streit mit dem Ratsherrn Nicolaus von der Fechte († 1660), der gemeinsam mit Rentzel Prätor war, soll zu dessen frühem Tod im Jahr 1660 geführt haben. Danach soll Rentzel immer ernsthafter geworden sein und unglücklich gelebt haben. Seine frühere richterliche Tätigkeit brachten ihn daher auf den Gedanken, seine Schuld durch eine Stiftung für Straftäter zu sühnen. In seinem Testament stiftete er, neben Mahlzeiten für das Waisenhaus und Gasthaus auch das Hamburger Spinnhaus.
In der Hauptkirche Sankt Katharinen befindet sich ein Porträt von Rentzel.
Nach ihm wurde im Jahr 1899 die Rentzelstraße in den Hamburger Stadtteilen Rotherbaum und St. Pauli, sowie die Rentzelstraßenbrücke, die diese beiden Stadtteile verbindet, benannt.

## Werke
- Disputationes de iurisdictione et de mixtis finium regundorum actionibus. Leiden 1634.
- Dissertatio inauguralis de quaestionibus miscellaneis. Basel 1640.